# Televisión digital terrestre en Colombia

Logo de la TDT en Colombia

La Televisión Digital Terrestre colombiana (abreviada como TDT, y promocionada como Televisión Digital para Todos) se lanzó el 28 de agosto de 2008 (16 años) en Colombia a través de la adopción del estándar europeo DVB-T. Esta es una política impulsada por el estado colombiano que consiste en la implementación de un estándar digital para la transmisión de la televisión abierta por medio de la norma DVB-T2 para reemplazar a la televisión analógica —la cual emite por microondas en VHF y UHF— empezando en 2017, con apagones analógicos en las regiones del país, hasta el 31 de enero de 2021. Hasta agosto de 2015, tres estándares de televisión terrestre se encontraban disponibles: la televisión analógica por VHF y UHF, la televisión digital por norma DVB-T (disponible solo en Bogotá y Medellín en ese entonces), y la televisión digital por norma DVB-T2 con alcance nacional. A partir de septiembre de 2015, la norma digital DVB-T2 reemplaza a su antigua variante DVB-T en Medellín y Bogotá, y se encuentra disponible junto con la televisión por microondas en Colombia.

## Historia
El 28 de agosto de 2008 la antigua Comisión Nacional de Televisión (desde 2012 Autoridad Nacional de Televisión), anunció el sistema de televisión digital terrestre adoptado para Colombia, siendo este el estándar europeo DVB-T. En diciembre de 2011 la Comisión Nacional de Televisión de Colombia anunció el cambio del estándar adoptado a la actualización DVB-T2, tras una consulta pública. Para ese mismo año se definiria que el apagón de la televisión análoga tendría lugar en el transcurso del 2019, después se habría postergado para el 31 de diciembre del mismo año y finalmente se estableció que será para el transcurso del año 2025.
En Bogotá y Medellín se transmitió tanto con el estándar DVB-T como con DVB-T2. El apagón del estándar DVB-T en estas dos ciudades fue programado para agosto de 2015, según la resoluciones 4337 de la Comisión de Regulación de Comunicaciones. En las demás ciudades de Colombia sólo se transmite con el estándar DVB-T2.
A pesar de haber comenzado el proceso en 2008 por la antigua Comisión Nacional de Televisión, el proceso de socialización nunca se activó. Hasta 2013 la nueva Autoridad Nacional de Televisión (ANTV), diseñó y puso en marcha el Plan de Socialización en su estrategia: Conocimiento del nuevo servicios de televisión TDT entre los colombianos, con resultados exitosos como posicionamiento de marca (2013-2014), en un difícil mercado de televisión. Según el Estudio General de Medios 2014, el 40% de la población colombiana conocía el servicio TDT, unos 20 millones de colombianos.
El porcentaje de cobertura y expansión de las redes pública y privada, al comienzo de 2015, es del 63% de la población nacional.
Características básicas de la TDT
- Mejor imagen en alta y ultra alta definición y sonido envolvente 5.1.
- Guía interactiva de programación (EPG).
- Multiplex de canales abiertos.
- Emisoras de radio.
- Teletexto (nunca fue implementado)

Por ejemplo, suponiendo que una capacidad de cerca de 40 Mbit/s es posible en un multiplexado DVB-T2 dado, sería posible proporcionar entre 4 y 6 servicios de alta definición, o entre 15 y 20 los servicios de definición estándar; en cualquiera de los casos, el resultado será un menor coste en la transmisión de cada servicio.

### Requisitos para sintonizar la TDT

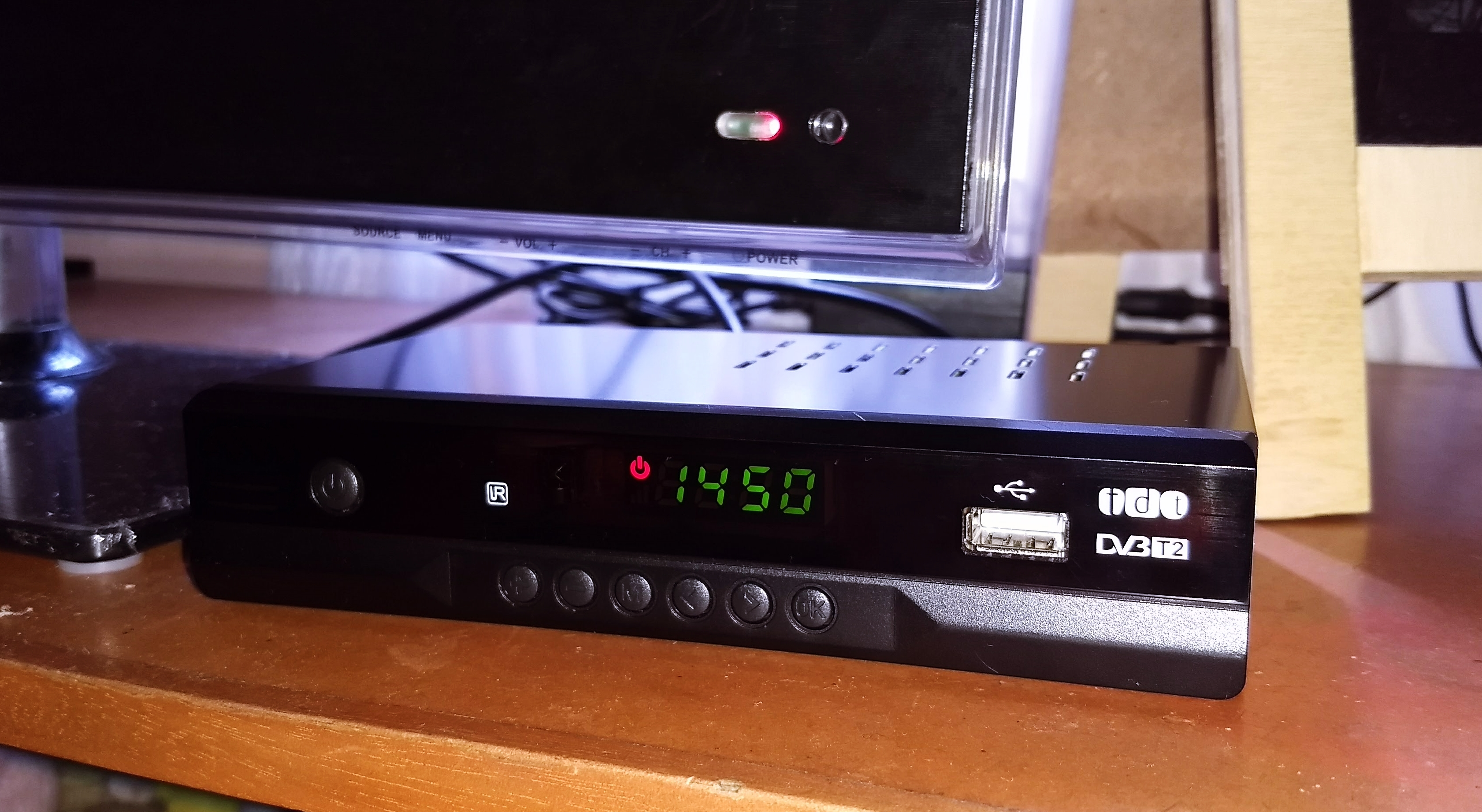
Decodificador externo TDT DVB-T2 popular en Colombia, instalado en una televisión que no cuenta con sintonizador DVB-T2

Para poder sintonizar la TDT en Colombia es necesario contar con un decodificador DVB-T2 externo, o tener un televisor con decodificador DVB-T2 incorporado y tener una antena aérea UHF para recibir la señal. 

### Decodificadores sin el estándar DVB-T2 incorporado
Un decodificador TDT es un aparato complementario que se utiliza en conjunto con un televisor tradicional o de pantalla plana, para sintonizar la señal TDT, incluso hay televisores LCD, led y plasma que no traen el estándar DVB-T2 integrado. Debido a que la gran mayoría de la población colombiana no cuenta aún con un televisor con estándar DVB-T2 incorporado, es necesario utilizar decodificadores externos para poder sintonizar la señal TDT y que tenga el estándar DVB-T2. Se supondría que estos tendrían un precio no mayor a COP$30 000, pero el precio actual de estos oscila entre COP$50 000 y COP$120 000. A pesar de usar el mismo sistema, no se puede usar decodificadores europeos ya que no cuentan con sintonización NTSC ni un voltaje de 110V ni una canalización de 6MHz (en Europa, se usan 8MHz). 
También se supondría que el gobierno colombiano subsidiaría o repartiría los decodificadores externos de TDT para la gente de escasos recursos, pero el entonces ministro de las TIC Diego Molano dijo: «Si el congreso nos pone obligaciones de regalar decodificadores, díganos de donde sacar la plata». Desde entonces, el gobierno decidió no repartir ni subsidiar los decodificadores externos.

### Televisores con el estándar DVB-T2 incorporado
Estos televisores no necesitan ningún aparato adicional para sintonizar los canales, solo es necesario utilizar una antena de aire UHF. A inicios de 2014, la Superintendencia de Industria y Comercio obligó a los establecimientos que venden televisores en Colombia a informar a los compradores si los televisores a la venta incluían un decodificador DVB-T2, puesto que se estaban comercializando televisores con el estándar DVB-T1, el cual dejó de funcionar el 1 de agosto de 2015. Esta obligación también cobijó a las marcas de televisores. Según reporte de la DIAN y la ANDI, el 70,4% de los televisores vendidos en 2014 tenían el sintonizador DVB T2 (TDT) incorporado, unos 2 millones de televisores en el país.

### Municipios piloto
Los municipios de Ulloa (Valle del Cauca) y San Cayetano (Norte de Santander) fueron escogidos por la ANTV para ser los primeros municipios del país en poner a prueba la Televisión Digital Terrestre, arrojando un positivo resultado de experimentación en el comportamiento y aceptación de los colombianos por el servicio TDT, en un país con una penetración del 65% de cable y satélite.

### Fases de expansión
Cuando se aprobó el estándar DVB-T2 en 2011, al año siguiente se comenzó a expandir este estándar mediante 5 fases en diferentes ciudades del país tanto por el CCNP (que agrupa a los 2 canales privados y el futuro tercer canal) como de RTVC (Gobierno). Para la Fase I, cubrieron las ciudades de Cali, Barranquilla, Cartagena, Bucaramanga, Cúcuta y Santa Marta en marzo de 2012, esta fase también cobijó a los municipios cercanos a las ciudades antes mencionadas. En mayo de ese mismo año Bogotá y Medellín fueron cubiertas con este estándar, pero tenía que coexistir con el estándar DVB-T1, que fue eliminado en Medellín y Bogotá en agosto del 2015, así como a sus municipios cercanos. Para la Fase II, se construyeron 10 estaciones TDT, que dieron cobertura a 65 municipios del territorio colombiano. Esta nueva fase inició a partir de mayo de 2015, y entre las ciudades incluidas en la Fase II están: Pasto, Villavicencio, Ibagué (con estación propia), Montería, Riohacha, Tunja, Valledupar y Sincelejo, así como a sus municipios cercanos. En esta misma Fase II, inició la operación en marcha de otras 10 nuevas estaciones que cubren otros 55 municipios y varios sectores conocidos en el país, entre ellos el municipio de Buenaventura en el Valle del Cauca, y el sector de El Rodadero en Santa Marta, y también marcó el inicio de la transmisión de la Televisión Digital Terrestre en San Andrés Islas, esta nueva parte de la Fase II comenzó a partir del 31 de diciembre de 2015. En 2016 se dio inicio a la Fase III de la Televisión Digital Terrestre Colombiana, para lo cual fueron construidas 16 estaciones de transmisión, esta fase tuvo como fecha de inicio entre septiembre y octubre de ese mismo año. A partir del 1 de enero del 2017 inició una parte nueva de la Fase III en 16 municipios de los departamentos del Atlántico, Bolívar y Magdalena. Recientemente inició la Fase IV en la que cubre municipios como Carmen de Bolívar en el departamento de Bolívar y Corozal en el departamento de Sucre, así como también la ciudad de Quibdó en el departamento del Chocó, esto gracias a la realización de un convenio entre la ANTV y la Unión Europea. El 31 de diciembre de 2017, entraron en funcionamiento 25 estaciones de los canales RCN y Caracol para dar cubrimiento a 54 municipios y ampliar la cobertura de la televisión privada al 88,44% en Colombia.[cita requerida] Se preveía que la expansión de esta plataforma iba a ser concluida en 2019, para dar paso al apagón analógico a finales de ese año, sin embargo, se tenía que el inicio del apagón analógico fuera para el 31 de diciembre de 2022; Pero finalmente se determinó que se iniciará y también se concluirá para el año 2025.Iniciando el día 30 de enero del 2025 en la zona sur del país.
En Tunja se inauguró el pasado 23 de noviembre de 2021 la señal en TDT del canal local TeleSantiago que cubre la capital boyacense y municipios aledaños, se sintoniza en el canal 23 en TDT siendo la primera señal local que se emite en esta plataforma en el territorio nacional.
En San Andrés Isla se realizó el lanzamiento el 9 de julio del 2022, la segunda señal TDT de Teleislas llamado Raizal TV. El 11 de agosto de 2022, entraron en funcionamiento para Cali los canales Cali TV y Univalle TV, así como la radio Univalle Stereo en el canal digital 29, convirtiéndose en la primera radio local en TDT.

## Lista de canales
| Multiplex | Frecuencia (MHz) | Subcanal | Nombre                              | Operador                                     | Tipo de canal | Programación                               | Resolución   | Relación de aspecto | EPG | Cobertura                                                 |
| --------- | ---------------- | -------- | ----------------------------------- | -------------------------------------------- | ------------- | ------------------------------------------ | ------------ | ------------------- | --- | --------------------------------------------------------- |
| 14        | 473              | 1        | Caracol HD                          | Caracol Televisión                           | Video         | General                                    | 1080i60 HDTV | 16:9                | SÍ  | Nacional.                                                 |
| 14        | 473              | 2        | Caracol HD2                         | Caracol Televisión                           | Video         | Deportivo                                  | 1080i60 HDTV | 16:9                | SÍ  | Nacional.                                                 |
| 14        | 473              | 3        | Caracol Kids                        | Caracol Televisión                           | Video         | Infantil                                   | 1080i60 HDTV | 16:9                | SÍ  | Nacional.                                                 |
| 14        | 473              | 4        | La Kalle HD                         | Caracol Televisión                           | Video         | Musical                                    | 1080i60 HDTV | 16:9                | SÍ  | Nacional.                                                 |
| 14        | 473              | 5        | Caracol Movil                       | Caracol Televisión                           | Video         | General                                    | 1080i60 HDTV | 480i60 SDTV         | NO  | Nacional.                                                 |
| 14        | 473              | 6        | Blu Radio                           | Caracol Televisión                           | Audio         | Noticias, hablada, pop anglo               | —            | —                   | NO  | Nacional.                                                 |
| 15        | 479              | 1        | RCN HD                              | RCN Televisión                               | Video         | General                                    | 1080i60 HDTV | 16:9                | SÍ  | Nacional.                                                 |
| 15        | 479              | 2        | RCN HD2                             | RCN Televisión                               | Video         | Ocasional                                  | 1080i60 HDTV | 16:9                | NO  | Nacional.                                                 |
| 15        | 479              | 3        | RCN Movil                           | RCN Televisión                               | Video         | General                                    | 480i60 SDTV  | 16:9                | NO  | Nacional.                                                 |
| 15        | 479              | 4        | La FM                               | RCN Televisión                               | Audio         | Noticias, Radio Hablada                    | —            | —                   | NO  | Nacional.                                                 |
| 15        | 479              | 5        | Alerta Bogotá                       | RCN Televisión                               | Audio         | Noticias, Radio Hablada                    | —            | —                   | NO  | Nacional.                                                 |
| 15        | 479              | 6        | Radio Uno                           | RCN Televisión                               | Audio         | Musical                                    | —            | —                   | NO  | Nacional.                                                 |
| 15        | 479              | 7        | La Mega                             | RCN Televisión                               | Audio         | Juvenil                                    | —            | —                   | NO  | Nacional.                                                 |
| 16        | 485              | 1        | Señal Colombia HD                   | RTVC                                         | Video         | General                                    | 1080i60 HDTV | 16:9                | SÍ  | Nacional.                                                 |
| 16        | 485              | 2        | Canal Institucional HD              | RTVC                                         | Video         | Informativa y Política                     | 1080i60 HDTV | 16:9                | SÍ  | Nacional.                                                 |
| 16        | 485              | 3        | Canal 1 HD                          | RTVC                                         | Video         | General                                    | 1080i60 HDTV | 16:9                | SÍ  | Nacional.                                                 |
| 16        | 485              | 4        | Radio Nacional de Colombia          | RTVC                                         | Audio         | Noticias, Radio Hablada, Cultural, Musical | —            | —                   | NO  | Nacional.                                                 |
| 16        | 485              | 5        | Radiónica                           | RTVC                                         | Audio         | Rock y Música Alternativa                  | —            | —                   | NO  | Nacional.                                                 |
| 16        | 485              | 6        | Señal Sonora HJCK (señal de prueba) | RTVC                                         | Audio         | Contenido Educativo                        | —            | —                   | NO  | Nacional.                                                 |
| 17        | 491              | 1        | Telecaribe HD                       | Gobernaciones y MinTIC                       | Video         | General                                    | 1080i60 HDTV | 16:9                | SÍ  | Región Caribe.                                            |
| 17        | 491              | 2        | Telecaribe Plus                     | Gobernaciones y MinTIC                       | Video         | Variada                                    | 1080i60 HDTV | 16:9                | NO  | Región Caribe.                                            |
| 17        | 491              | 1        | Teleantioquia HD                    | Gobernaciones y MinTIC                       | Video         | General                                    | 1080i60 HDTV | 16:9                | SÍ  | Antioquia.                                                |
| 17        | 491              | 2        | Teleantioquia Go                    | Gobernaciones y MinTIC                       | Video         | Variado                                    | 1080i60 HDTV | 16:9                | SÍ  | Antioquia.                                                |
| 17        | 491              | 3        | Teleantioquia Radio                 | Gobernaciones y MinTIC                       | Audio         | General                                    | —            | —                   | NO  | Antioquia.                                                |
| 17        | 491              | 1        | Telepacífico HD                     | Gobernaciones y MinTIC                       | Video         | General                                    | 1080i60 HDTV | 16:9                | NO  | Región Pacífica.                                          |
| 17        | 491              | 2        | Origen Channel HD                   | Gobernaciones y MinTIC                       | Video         | Étnico                                     | 1080i60 HDTV | 16:9                | SÍ  | Región Pacífica.                                          |
| 17        | 491              | 3        | Radio Telepacifico                  | Gobernaciones y MinTIC                       | Audio         | —                                          | —            | —                   | NO  | Región Pacífica.                                          |
| 17        | 491              | 1        | Telecafé HD                         | Gobernaciones y MinTIC                       | Video         | General                                    | 1080i60 HDTV | 16:9                | SÍ  | Eje Cafetero.                                             |
| 17        | 491              | 2        | Telecafé HD2                        | Gobernaciones y MinTIC                       | Video         | General                                    | 1080i60 HDTV | 16:9                | SÍ  | Eje Cafetero.                                             |
| 17        | 491              | 1        | Canal TRO HD                        | Gobernaciones y MinTIC                       | Video         | General                                    | 1080i60 HDTV | 16:9                | SÍ  | Norte de Santander y Santander.                           |
| 17        | 491              | 2        | TRO+ HD                             | Gobernaciones y MinTIC                       | Video         | Educativo, Infantil                        | 1080i60 HDTV | 16:9                | SÍ  | Norte de Santander y Santander.                           |
| 17        | 491              | 1        | Teleislas HD                        | Gobernaciones y MinTIC                       | Video         | General                                    | 1080i60 HDTV | 16:9                | SÍ  | Archipiélago de San Andrés, Providencia y Santa Catalina. |
| 17        | 491              | 2        | RaizalTV HD                         | Gobernaciones y MinTIC                       | Video         | Étnico                                     | 1080i60 HDTV | 16:9                | SÍ  | Archipiélago de San Andrés, Providencia y Santa Catalina. |
| 17        | 491              | 1        | Canal Trece HD                      | Gobernaciones y MinTIC                       | Video         | General                                    | 1080i60 HDTV | 16:9                | SÍ  | Regiones Andina, Orinoquía y Amazonía.                    |
| 17        | 491              | 2        | Canal Trece+ HD                     | Gobernaciones y MinTIC                       | Video         | Música y Noticias                          | 1080i60 HDTV | 16:9                | NO  | Regiones Andina, Orinoquía y Amazonía.                    |
| 22        | 521              | 1        | Yubarta Televisión                  | Universidad del Pacífico                     | Video         | Universitario                              | 480i60 SDTV  | 16:9                | NO  | Buenaventura.                                             |
| 23        | 527              | 1        | Telesantiago                        | Arquidiócesis de Tunja                       | Video         | Religioso                                  | 480i60 SDTV  | 16:9                | NO  | Tunja y Boyacá.                                           |
| 27        | 551              | 1        | Citytv HD                           | El Tiempo                                    | Video         | General                                    | 1080i60 HDTV | 16:9                | SÍ  | Bogotá D.C.                                               |
| 27        | 551              | 2        | El Tiempo Televisión HD             | El Tiempo                                    | Video         | Noticias y Televentas                      | 1080i60 HDTV | 16:9                | SÍ  | Bogotá D.C.                                               |
| 28        | 557              | 1        | Canal Capital HD                    | Alcaldía Mayor de Bogotá                     | Video         | General                                    | 1080i60 HDTV | 16:9                | SÍ  | Bogotá D.C.                                               |
| 28        | 557              | 2        | Eureka HD                           | Alcaldía Mayor de Bogotá                     | Video         | Infantil                                   | 1080i60 HDTV | 16:9                | NO  | Bogotá D.C.                                               |
| 29        | 563              | 1        | Cali TV HD                          | Fundación para el Desarrollo Social Promover | Video         | General                                    | 1080i60 HDTV | 16:9                | NO  | Cali.                                                     |
| 29        | 563              | 2        | Univalle TV HD                      | Universidad del Valle                        | Video         | General                                    | 1080i60 HDTV | 16:9                | NO  | Cali.                                                     |
| 29        | 563              | 3        | Univalle Stereo                     | Universidad del Valle                        | Audio         | Musical                                    | —            | —                   | NO  | Cali.                                                     |

Regiones y Departamentos de Colombia para el depliegue TDT 
- Región Norte:
  - Archipiélago de San Andrés, Providencia y Santa Catalina
  - Atlántico
  - Bolívar
  - Cesar
  - Córdoba
  - La Guajira
  - Magdalena
  - Sucre
- Región Central-I:
  - Antioquia
  - Quindío
  - Caldas
  - Risaralda
- Región Central-II:
  - Cundinamarca
  - Tolima
  - Huila
- Región Occidente:
  - Valle del Cauca
  - Nariño
  - Cauca
  - Chocó
- Región Sur:
  - Caquetá
  - Putumayo
  - Guaviare
  - Amazonas
  - Guainía
  - Vaupés
- Región Oriental:
  - Santander
  - Meta
  - Norte de Santander
  - Boyacá
  - Casanare
  - Arauca
  - Vichada

1. ↑  Único canal con sonido Dolby Digital.
2. ↑  Único canal con señal simultánea.
3. ↑  Única emisora con transmisión de video permanente.
4. 1 2 3 4 5 6 7 8 9 10 11 12 13 14 15  La transmisión de canales regionales en alta definición (cada canal en su distinta zona) la inició Telecaribe en noviembre de 2014.[15][16] Los canales Teleantioquia,[17] Canal TRO,[18] y Telecafé[19] iniciaron en julio, mientras que el Trece[20]
inició su transmisión a mediados de agosto de 2015.[21] A partir del 29 de diciembre de 2015, Canal Capital inició formalmente sus emisiones en formato HD.[22] El 1 de marzo de 2016, Teleislas inició definitivamente sus transmisiones en alta definición para la isla de San Andrés. Telepacífico comenzó oficialmente sus transmisiones en HD desde el pasado 16 de marzo.[23] El 8 de julio de 2016, Canal Trece lanzó su propio subcanal digital por TDT que se dedicó únicamente a emitir videos musicales del programa Play TV debido a que en la red pública aparece registrado como Canal Trece SD (actualmente renombrado como Canal Trece +), lo que lo convierte en el primer canal regional en implementar este ingreso. Telecaribe HD2 ingresó a partir del 6 de marzo de 2017 con motivo del Clásico Mundial de Béisbol. El 9 de julio se lanzó oficialmente la segunda señal del canal Teleislas llamado Raizal TV.
5. ↑  Incluye Bogotá.